# Darĭ Ovoo
Darĭ Ovoo är ett berg i Mongoliet. Det ligger i provinsen Süchbaatar, i den östra delen av landet, 600 km sydost om huvudstaden Ulan Bator. Toppen på Darĭ Ovoo är 1 354 meter över havet, eller 129 meter över den omgivande terrängen. Bredden vid basen är 4,7 kilometer.
Terrängen runt Darĭ Ovoo är huvudsakligen platt.  Trakten runt Darĭ Ovoo är nära nog obefolkad, med färre än två invånare per kvadratkilometer. Trakten runt Darĭ Ovoo består i huvudsak av gräsmarker.